# Patos (Albania)
Patos (alb. Patos, Patosi) – miasto w południowo-zachodniej Albanii, na południowym wschodzie od miasta Fier. W 1990 r. liczba mieszkańców wynosiła 16,7 tys. W 2003 r. liczba ta wzrosła do 21 tys., a w 2005 r. – do 32 tys. Miasto znane jest z wydobycia i przetwórstwa ropy naftowej, znajduje się w nim główna siedziba przedsiębiorstwa Albpetrol.